# Walentyna Symonowicz
Walentyna Symonowicz (ur. 1914 roku w miejscowości  Ważginty k. Baranowicz (obecnie Białoruś), zm. 1990 w Warszawie) – polska malarka. Swoje prace podpisywała, zależnie od stanu cywilnego: Wela Symonowicz, Wela Symonowicz-Mierzejewska lub po prostu Wela.

## Twórczość
Studiowała w warszawskiej Akademii Sztuk Pięknych (1936-1939) pod kierunkiem Tadeusza Pruszkowskiego.
Uprawiała malarstwo sztalugowe (olej), kompozycje figuralne, portret, grafikę warsztatową i użytkową. W latach 1961–1968 współpracowała z B.W. "Ruch" malując pocztówki głównie świąteczne i kwiatowe. Była też autorką wielu ilustracji do nowel drukowanych w tygodniku Nowa Wieś, ilustracji dla dzieci w tygodniku "Świerszczyk". Dla przedstawicieli Reklamy Filmu i przezroczy opracowywała graficznie przeźrocza do takich bajek jak np. "Don Kichot", "Syrenka", "Bazyliszek".
Walentyna Symonowicz była świetną rysowniczką, za co szczególnie cenił ją prof. T. Pruszkowski, oryginalną malarką o własnym stylu, nie ulegała żadnym modom, nakazom, presji środowiska. O jej malarstwie mówiono "realizm poetycki", "świat zaczarowany". Tak właśnie zatytułowano prezentację jej prac wystawianych w Kordegardzie.
Prace W. Symonowicz znajdują się w zbiorach Muzeum Narodowego w Warszawie, w kolekcjach prywatnych, instytucjach państwowych w kraju i zagranicą, m.in. w Paryżu, Sztokholmie, Londynie, Nowym Jorku, Chicago, Casablance, Holandii, Austrii i Australii.

## Wystawy
Wystawiała swoje prace indywidualnie i zbiorowo. Do roku 1970 miała 13 wystaw indywidualnych. W tym czasie i później, brała udział w wielu wystawach zbiorowych m.in.w Lublinie, Łodzi, Warszawie; w wystawach objazdowych, prezentowanych w kraju i za  granicą, m.in. w NRD, Czechosłowacji, Rumunii, Bułgarii, ZSRR.
Pierwsza jej wystawa zbiorowa miała miejsce w Lublinie już w 1947 r. Wernisaże wystaw  indywidualnych jak i zbiorowych odbywały się w prestiżowych galeriach ZPAP (np. w warszawskiej Kordegardzie, w Zachęcie, w Muzeum Narodowym, w pałacu Szustera).
Wśród pamiątek pozostawionych przez malarkę rodzina odnalazła m.in. zaproszenia:
1. Wystawa prac malarskich, Klub Młodych Artystów i Naukowców, Warszawa, 1948
2. Wystawa malarstwa (indywidualna) Weli Symonowicz, galeria Kordegarda, 1965
3. Zbiorowa wystawa objazdowa z udziałem Weli Symonowicz, Praga, Czechosłowacja, 1967
4. Wystawa indywidualna malarstwa  Weli Symonowicz, galeria Kordegarda, 1975
5. Pośmiertna wystawa malarstwa Weli Symonowicz, Gdańskie Towarzystwo Przyjaciół Sztuki, 2007
6. Pośmiertna wystawa prac olejnych i akwareli Weli Symonowicz, Klub Aktora, Gdańsk, 2007